# Andreas Neumann
Andreas Neumann (* 6. September 1958 in Oldenburg (Oldb)) ist ein deutscher Schauspieler, Hörspiel- und Synchronsprecher.

## Ausbildung
Neumann studierte zwischen 1981 und 1983 Theaterwissenschaft, Germanistik und Philosophie an der Ludwig-Maximilians-Universität München. Seine Schauspielausbildung bei Kelle Riedl, Wolfgang Büttner und Peter Paul.

## Filmographie (Auswahl)
- 1983: Der Androjäger
- 1991: Der Fahnder
- 1991: Kleine Meisterwerke – Die Sondermarken der Deutschen Bundespost. Historische Rasthäuser
- 1992: Dann eben mit Gewalt
- 1994: Süddeutsche Freiheit – Kunst der Revolution
- 1995: Wie würden Sie entscheiden?
- 1996: Der König von St. Pauli
- 1996: Isadora Duncan und Sergej Jessenin
- 1997: Dr. Stefan Frank – Der Arzt, dem die Frauen vertrauen
- 2001: Jenny & Co.
- 2010: Bertayel

## Synchronisation (Auswahl)
- 1966–1969: Raumschiff Enterprise  (DVD-Nachsynchronisation; als Ersatzstimme für Gert Günther Hoffmann)
- 1994–1995: Earth 2
- 1995: Doctor Who (Das Urteil: Der rätselhafte Planet und Angriff der Kybermänner)
- 1999: The Sixth Sense
- 2001: Die Brandmauer (Hörspiel)
- 2001: Asterix und Kleopatra
- 2002: Schabbach ist überall
- 2002: Asterix erobert Rom
- 2010: Mafia II (Computerspiel)
- 2011: Joseph von Fraunhofer – Dunkle Linien im Sonnenlicht
- 2012: Berlin 1900–1919
- 2012: Berlin 1920–1923
- 2014: Crisis
- 2014: Outlander
- 2018: ARD Musikwettbewerb 2018 – Volles Risiko – Musikalisches Glück
- 2020: The 100
- 2022: Hot Skull

## Hörspiele (Auswahl)
Die ARD-Hörspieldatenbank enthält (Stand: Juli 2023) für den Zeitraum von 1988 bis 2011 insgesamt 33 Datensätze, bei denen Andreas Neumann als Sprecher geführt wird.
- 1988: Anneliese Hübner, Heinrich Schaumberger: Das Umsingen. Hörspiel in Coburger Mundart – Regie: Herbert Lehnert (Hörspielbearbeitung – BR)
- 1991: Heinz von Cramer: Lacenaire oder Die Schurkenehre (Handelsreisender) – Komposition und Regie: Heinz von Cramer (Hörspiel – BR)
- 1993: Eric Bogosian: Komödie: TalkRadio (Henry) – Bearbeitung und Regie: Richard Hey (Hörspielbearbeitung – BR)
- 1995: Raoul Schrott: Lingua franca sonora (4 Teile) – Realisation: Raoul Schrott, Bernhard Jugel (Original-Hörspiel, Dokumentarhörspiel – BR)
- 1995: Hans-Ulrich Wagner: Als der Krieg zu Ende war ... Das Hörspiel von Radio München 1945–1949 (Zitator 1) – Realisation: Bernhard Jugel, Hans-Ulrich Wagner (Essay – BR)
- 1997: Eva Severini: Wer ist der Täter? Kriminalfälle zum Mitraten (Folge: Blutiges Gold) (Pater Lopez) – Bearbeitung und Regie: Erwin Weigel (Originalhörspiel, Kriminalhörspiel, Rätselsendung – BR)
- 1997: Katharina Kühl: Weihnachten auf freier Strecke (Vater Bergmann) – Regie: Eva Demmelhuber (Hörspielbearbeitung, Kinderhörspiel – BR)
- 2000: Martin Zey: Einmal Schneiden, Samplen, Loopen Eine kurze Geschichte der Apparate im Hörspiel

– Regie: Ulrich Bassenge (Feature – BR)
- 2002: Truman Capote: Kaltblütig Wahrheitsgemäßer Bericht über einen Mord und seine Folgen

(3 Teile) (Psychiater) – Bearbeitung und Regie: Irene Schuck (Hörspielbearbeitung – BR)
- 2009: Markus Vanhoefer: Papa Haydns Papagei (Erzähler) – Regie: Markus Vanhoefer

(Originalhörspiel, Kinderhörspiel, Musikalisches Hörspiel – BR)
- 2010: Cornelia Ferstl: Musikgeschichten für Kinder: Robert Schumann: Von wilden Reitern und Träumereien (Flötist) – Regie: Eva Demmelhuber (Originalhörspiel, Kinderhörspiel, Musikalisches Hörspiel – BR/Igel-Records)
- 2011: Silke Wolfrum: Der Flügeltransport (Erzähler) – Regie: Olga-Louise Dommel (Originalhörspiel, Kinderhörspiel – BR)